# Norðtoftir

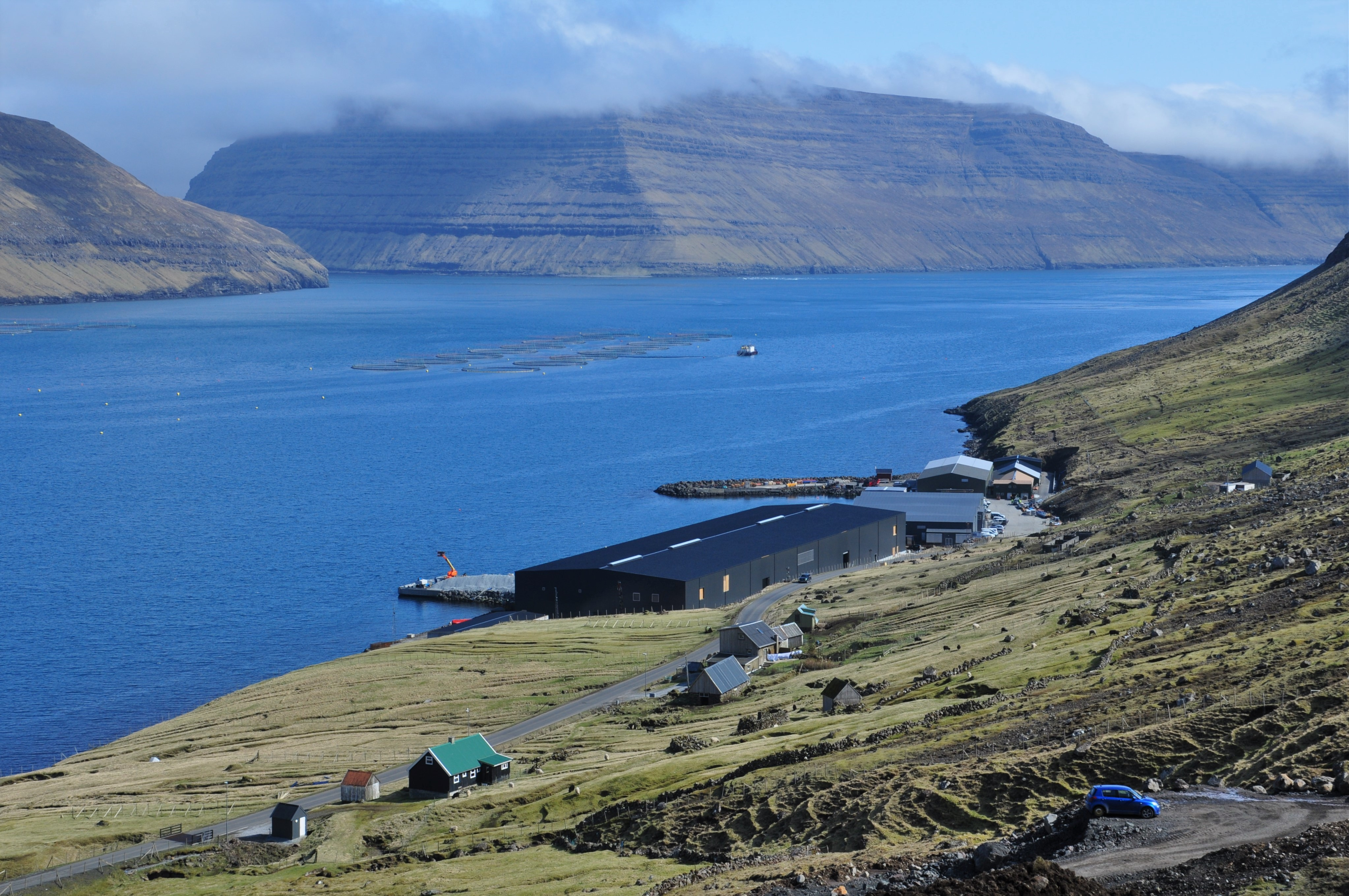
Norðtoftir în 2022. Sosirea fermei mari de somon a lui Bakkafrost în 2020 arată creșterea industriei pescuitului în Insulele Feroe.

Norðtoftir este un oraș din Insulele Faroe.